# آمبروز بیرس
آمبروز گوینت بیرس (به انگلیسی: Ambrose Gwinnett Bierce) (زادهٔ ۲۴ ژوئن ۱۸۴۲ – درگذشته ۱۹۱۴ یا پس از آن) روزنامه‌نگار، نویسنده، ویراستار و داستاننویس آمریکایی بود. بیشتر نامداری او به دلیل نگارش کتاب فرهنگ شیطان یا دائرةالمعارف شیطان  و داستان حادثه‌ای در پل اول کریک است. او پیرو مکتب رئالیسم ادبی بود و با دیدی طعنه‌آمیز به رخدادها می‌نگریست.
او قلم تندی داشت؛ از این رو بدو لقب بیرس تلخ را داده بودند.

## زندگی
او در اوهایو زاده شد و در ایندیانا بالید. پدرش مارکوس اورلیوس بیرس بود و آمبروز، فرزند دهم وی از سیزده فرزندش بود.
در جنگ داخلی آمریکا در ارتش ایالات متحده آمریکا خدمت کرد و پس از چهار سال نبرد، زخمی شد. یادمان‌های تلخ این جنگ خمیرمایهٔ نوشته‌های او گردید.
وی با ماری الن دی در ۱۸۷۱، پیمان زناشویی بست و از او دارای سه فرزند شد. زندگی مشترک آن دو، ۳۲ سال پایدار ماند ولی پس از این زمان آمبروز دریافت که همسرش بدو وفادار نبوده‌است؛ پس از او جدا شد. از سه فرزندش که دو تای آن پسر بود، پسرها در ۱۷ سالگی مردند. پسر بزرگ در یک درگیری کشته شد و پسر کوچک‌ترش نیز در همین سن بر اثر نوشیدن بسیار نوشیدنی‌های الکلی جان باخت.

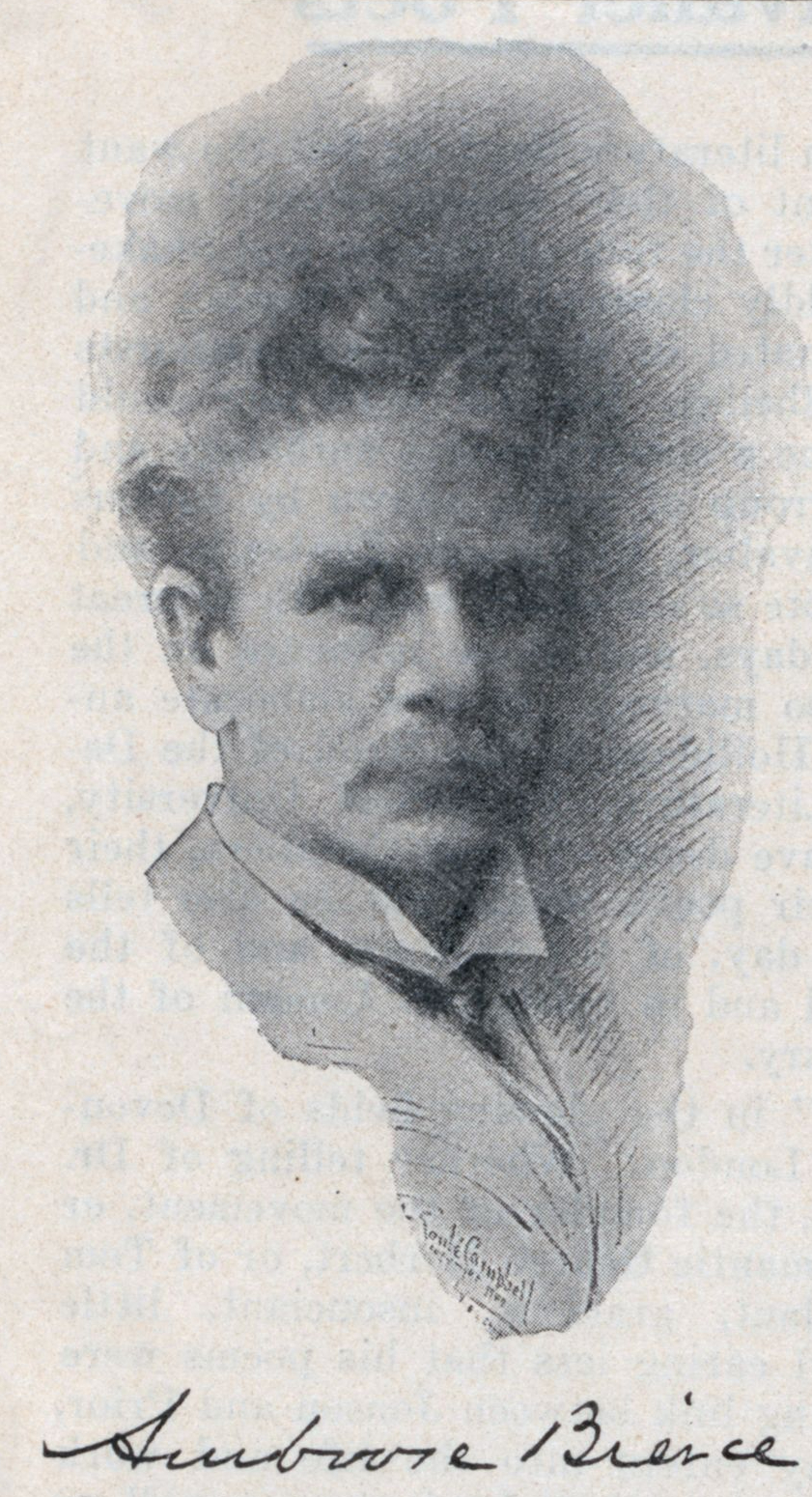

خود بیرس گرفتار بیماری آسم بود و همچنین زخم‌های جنگ تا پایان زندگیش با او همراه بودند. پس از جنگ، او در سان فرانسیسکو، کالیفرنیا جاگیر شد و به نویسندگی در روزنامه‌های بومی پرداخت. کم‌کم کارش گرفت و به زمینه‌های طنز و نقد هم پرداخت. چندی هم در انگلستان برای درمان به سر کرد و در نشریات آنجا هم نوشت. وی برای نخستین بار در تاریخ روزنامه‌نگاری در ۱۸۸۷، روزنامهٔ هارتس ستونی را ویژهٔ خود به دست گرفت. این نخستین باری بود که یک روزنامه‌نگار در روزنامه‌ای ستونی ثابت برای خود داشت.
او داستان کوتاه نیز می‌نوشت و بیشتر جستارهای داستان‌هایش دربارهٔ جنگ و روح مردگان بود. او در نوشته‌هایش از مقدمه‌چینی پرهیز می‌نمود و این خود آغاز سبکی اینچنین در نویسندگی و در آینده در سینما بود.
وی در سال ۱۸۷۷، سردبیری مجلهٔ آرگونات را که در سان‌فرانسیسکو منتشر می‌شد، به عهده گرفت و در دوران کاری دوسالهٔ خود در این مجله، ستونی را به خود اختصاص داد و در آن به بسیاری از شاعران، سیاست‌مداران و روزنامه‌نگاران آن زمان تاخت و کمتر به چاپ داستان‌های خود پرداخت.
او هنگامی که هفتادساله بود، برای بازدید از یادگارهای جنگ داخلی به جنوب آمریکا رفت. ولی پس از بازدید راه خود را به جنوب پی گرفت و به مکزیک رفت. سپس به شورشیان مکزیکی به رهبری پانچو ویلا پیوست و از ۱۹۱۴ اثری از او در دست نیست.

## فرهنگ شیطان
وی از سال ۱۹۰۶ نگارش این کتاب را در آغاز به گونهٔ ستون‌نویسی در روزنامه آغاز کرد. گویا در آغاز می‌خواست نام آن را واژه‌نامهٔ آدم بدبین بنهد؛ ولی چون دید که کسانی از نوشتهٔ او پیروی کرده‌اند، ابتکاری به کار برد و نام کتابش را فرهنگ یا دائرةالمعارف شیطان نهاد. در این کتاب او معنای واژگان را به گونهٔ طنزی تلخ می‌نمایاند.
کتاب او در ایران به زبان فارسی یک بار از سوی انتشارات فرهنگ معاصر و با ترجمهٔ رضی هیرمندی به نام فرهنگ شیطان و یک بار هم با نام دائرةالمعارف شیطان و با ترجمهٔ مهشید میرمعزی و از سوی انتشارات مروارید به چاپ رسیده‌است. نمونه‌ای از معنای واژگانی فرهنگ شیطان بیرس در پی می‌آید:
- - ادراک: خیلی دیر به حماقت خود پی بردن
  - بنای یادبود: بنایی که به منظور یادآوری چیزی بر پا می‌شود که یا نیازی به یادبود ندارد یا به یادماندنی نیست.
  - بی‌دفاع: ناتوان از حمله
  - بی‌دین: در نیویورک به کسی می‌گویند که به دین مسیح معتقد نیست و در قسطنطنیه به کسی که به دین مسیح معتقد است.
  - پارتی‌بازی: برای خیر و صلاح حزب به مادر بزرگ خودمان پست و مقام بخشیدن
  - تبریک: حسادت مودبانه
  - تبعیدی: آنکه با اقامت در خارج به وطن خود خدمت می‌کند و سفیر هم نیست.
  - تولد: اولین و هولناک‌ترین بدبیاری
  - جهنم : محل سکونت نویسندگان دائرةالمعارف
  - دیکتاتور: رئیس یک جامعه که وبای استبداد را به طاعون هرج و مرج ترجیح می‌دهد.
  - گدا: کسی که به یاری دوستان اعتماد کرده‌است.
  - متعصب: کسی که با شدت و شور به عقیده‌ای دل بسته است که شما آن را نمی‌پسندید.
  - مشورت: درخواستن از دیگری که روشی را که شما اتخاذ کرده‌اید، تأیید کند.
  - معذرت: گذاشتن بنای توهین بعدی
  - مقبره: آخرین و مضحک‌ترین جنون اغنیا